# Береговедение
Береговедение — географическая научная дисциплина, изучающая особенности формирования, изменения и развития береговой зоны, а также проблемы их антропогенной трансформации и экономического использования приморских территорий и прибрежно-морских ресурсов. Береговедение рассматривает береговые (прибрежные) природные комплексы как особые формы контактных географических систем.
Изначально береговедение развивалось в рамках геоморфологии и фактически представляла собой геоморфологию береговой зоны. Основным объектом изучения береговедения является берег или береговая зона, их разнообразные формы и типы. Одним из основоположников этой науки в 1940-е годы стал крупный советский ученый В. П. Зенкович. В дальнейшем это направление развивалось благодаря научным трудам О. К. Леонтьева, В. В. Лонгинова, П. А. Каплина, Г. А. Сафьянова, В. И. Лымарева, Ю. Д. Шуйского, А. Н. Олиферова, Е. И. Арчикова и других ученых. Во второй половине XX века были сформированы научные коллективы и региональные школы в Московском, Санкт-Петербургском, Калининградском, Симферопольском, Дальневосточном и других университетах.
Береговедение направлено на изучение следующих основных проблем:
- Гидродинамика береговой зоны;
- Литодинамика береговой зоны;
- Морфодинамика береговой зоны;
- Неволновой фактор береговой зоны;
- Антропогенный фактор в береговой зоне.

К рубежу XX-XXI веков в береговедении выделено несколько самостоятельных разделов: морфология и динамика берегов, берегопользование, ландшафтное, рекреационное, техногенное, геоэкологическое и иные направления. Береговедение тесно взаимосвязано с идеями географии океана, морского и островного ландшафтоведения, прибрежного и океанического природопользования. В ходе береговедческих исследований используются методы морской геологии, геоморфологии, палеогеографии, геохимии и гидрохимии, ландшафтоведения и экологии, картографии, геоинформатики, спутниковых наблюдений и дистанционного зондирования.